# Thylacoleo
Thylacoleo ist eine Beutellöwengattung des späten Miozäns bis späten Pleistozäns.

## Merkmale
Thylacoleo, der „Beutellöwe“, besaß kräftige Extremitäten, eine starke Wirbelsäule, Vorderpfoten mit scharfen Krallen und besonders langen Daumenkrallen. Der erste Zeh des Fußes war opponierbar, der dritte Prämolar war zu einem Reißzahn umgebildet, während die Molaren stark reduziert waren, wobei der erste obere Molar dem Schärfen der P3-Reißzähne diente. Thylacoleo war ein erfolgreicher Räuber, der seine Beute ähnlich wie rezente Leoparden zum Verzehr auf Bäume brachte und ähnlich wie jene mit dem Abschnüren der Luftzufuhr durch einen Biss in die Kehle tötete.

## Arten
Es sind drei Arten bekannt. Thylacoleo carnifex OWEN, 1858 erreichte die Größe eines rezenten Leoparden oder Löwenweibchens mit einem Lebendgewicht von bis zu 150 kg und war somit die größte Art der Gattung. Er besaß auch die längsten P3-Reißzähne und war im Pleistozän über einen Großteil des australischen Kontinents verbreitet. Thylacoleo hilli PLEDGE, 1977 war die kleinste und älteste Art der Gattung mit den kürzesten P3-Reißzähnen. Er lebte vom späten Miozän bis zum Pliozän als Bestandteil der Curramulka-Lokalfauna in South Australia und der Bow-Lokalfauna in New South Wales. Thylacoleo crassidentatus BARTHOLOMAI, 1962 lag sowohl zeitlich als auch von der Körpergröße und der Größe der P3-Reißzähne zwischen den beiden anderen Arten der Gattung. Er lebte im Pliozän und war über weite Teile Ostaustraliens verbreitet.